# Hiéroglyphe égyptien M33
Les grains d'orge, en hiéroglyphes égyptiens, sont classifiés dans la  section M « Arbres et plantes » de la liste de Gardiner ; cet hiéroglyphe y est noté M33.

## Représentation
Il représente trois grains d'orge commune (Hordeum vulgare) alignés horizontalement, verticalement (M33A) ou aussi répartit en triangle (m3 / M33C). Il est translittéré jt.

## Utilisation
C'est un déterminatif du champ lexical des céréales.
| i | t · M33 |

| i | t · M33 |

## Exemples de mots
| E9 | W | r | i | i | t · N33B | M33 |

| E9 | W | r | i | i | t · N33B | M33 |

| z&w | t · M33 |

| z&w | t · M33 |

| n · p · r | M33 |

| n · p · r | M33 |